# Język tuvalu
Język tuvalu, pol. także język tuwaluski (tuv. Te 'gana Tūvalu) – język mieszkańców wysp Tuvalu. W 1998 roku językiem tuvalu posługiwało się 13 051 osób (z czego 10 670 mieszkało w Tuvalu). W 2015 roku posługiwało się tym językiem ok. 13 000 osób (zamieszkując Tuvalu oraz Nową Zelandię). Jego znajomość zachowują migranci z Tuvalu mieszkający w Australii, Fidżi, Kiribati, na Wyspach Marshalla, Nauru i Stanach Zjednoczonych.
Zapisywany uproszczonym alfabetem łacińskim, podobnym do tego, w jakim zapisywany jest język kiribati. Alfabet składa się z pięciu samogłosek (a, e, i, o, u) oraz jedenastu spółgłosek (f, h, k, l, m, n, ng, p, s, t, v).
Język tuvalu posiada aglutynacyjną gramatykę. Wszystkie słowa w języku tuvalu kończą się samogłoską.
Dzieli się na dwa główne dialekty: północny (używany na wyspach: Nanumea, Nanumaga, Niutao i Niulakita) oraz południowy (używany na wyspach: Vaitupu, Nukufetau, Funafuti i Nukulaelae). Dialekty te dzielą się na mniejsze subdialekty (każda wyspa ma swoją oddzielną gwarę). W pierwszej połowie XX wieku dominowały dialekty z wysp Vaitupu i Funafuti. Wypracowano także standard nazywany  „gana māsani” (wspólny język).
W języku tuvalu ukazało się niewiele książek. W 1977 roku rozpoczęto tłumaczenie Biblii na język tuvalu. Pracę nad przekładem zakończono w 1984 roku, a w 1987 publikacja ukazała się na rynku. W roku 1999 opublikowano pierwszy podręcznik gramatyki języka tuvalu, a w 2001 roku również słownik tego języka
Media rządowe wydają raz w miesiącu dwujęzyczną gazetę „Sikuleo o Tuvalu – Tuvalu Echo” (wcześniej „Tuvalu Echoes”) oraz nadają codziennie kilkugodzinne transmisje w języku angielskim i tuvalu.